# Leopold Godowsky (1900-1983)
Ne pas confondre avec son père, le pianiste et compositeur Leopold Godowsky
Pour les articles homonymes, voir Godowsky.
Leopold Godowsky, né le 27 mai 1900 à Chicago et mort le 18 février 1983 à New York, est un chimiste américain, inventeur avec Leopold Mannes (en) du premier film inversible, le Kodachrome.
Il est le fils du pianiste et compositeur Leopold Godowsky, et le frère de Dagmar Godowsky, vedette du cinéma muet.
Leopold Godowsky et Leopold Mannes ont été nommés au National Inventors Hall of Fame en 2005.

## Publications
- avec Leopold Mannes : (en) « The Kodachrome process for amateur cinematography in natural colors », Journal of the Society of Motion Picture Engineers, vol. 25, no 1,‎ 1935, p. 65-68.